# 3 (sång)
"3" är en sång av Britney Spears från samlingsalbumet The Singles Collection. Den hade premiär på amerikansk radio den 29 september 2009. Låten är producerad av Max Martin som tidigare producerad "…Baby One More Time", "Oops!… I Did It Again", "Stronger" och "If U Seek Amy". Spears spelade in låten i juli 2009 när hon var på turné i Sverige.

## Releasehistorik
| Region         | Datum             | Skivbolag    | Format              |
| -------------- | ----------------- | ------------ | ------------------- |
| Australien     | 29 september 2009 | Jive Records | Radio               |
| Nordamerika    | 29 september 2009 | Jive Records | Radio               |
| Nordamerika    | 6 oktober 2009    | Jive Records | Digital nedladdning |
| Tyskland       | 13 november 2009  | Jive Records | CD-singel           |
| Storbritannien | 16 november 2009  | Jive Records | CD-singel           |